# Louise Hearman
Louise Hearman (* 6. September 1963 in Melbourne) ist eine australische Malerin.

## Leben und Werk
Louise Hearman schloss 1984 ihr Kunststudium am Victorian College of the Arts ab. Sie wurde bekannt für ihre dunklen, traumhaften Gemälde. Inspiriert von einer imaginären Welt und manchmal als luministisch bezeichnet, enthalten ihre Gemälde oft körperlose, surreale Motive in leeren Landschaften und drücken ein Gefühl der Vergänglichkeit aus. Hearman ist zurückhaltend mit Angaben zur Bedeutung ihrer Werke und überlässt die Interpretation den Betrachtern. Die meisten ihre Werke tragen keine Titel.
Hearman stellte sowohl australienweit als auch im Ausland aus, darunter auf der Contemporary Art Fair in Frankfurt (Main) (1993), der Contempora 5 in Melbourne (1999) sowie in der National Gallery of Australia in Canberra in den Ausstellungen Uncommon World: Aspects of Contemporary Australian Art (2000) und Big Spooks (2004/2005). Das Museum of Contemporary Art Sydney zeigte 2016 zahlreiche ihrer Werke von 1990 bis 2016 in einer großen Retrospektive.
Die Künstlerin erhielt zahlreiche Auszeichnungen und Preise, darunter den Doug Moran National Portrait Prize 2014 für ein Porträt ihres langjährigen Partners Bill Henson und 2016 den Archibald Prize mit einem Porträt von Barry Humphries, das sich heute in der Sammlung der Art Gallery of Ballarat, Victoria befindet. Andere Arbeiten Hearmans befinden sich in privaten und öffentlichen Sammlungen, darunter neun in der National Gallery of Victoria und fünf in der Art Gallery of New South Wales (Stand 2021).